# マーケティングオートメーション
マーケティングオートメーションツール（以下、「MAツール」）とは、マーケティング業務を自動化することで業務効率化、生産性向上を図るツールである。個人を特定し、それぞれに対して適切なマーケティングアプローチを行うことによって、商材に対する興味・関心、購買意欲を喚起させることができる。このツールの運用を行うには、把握する個々人に対する施策や属性管理を行なえる要素や方法論が企業内で必要であり、顧客個人を特定する必要がないか、または営業員によるフォローアップによって成約確率を上げる必要がない低単価消費財のマーケティングには適さない。

## 沿革と背景
大量生産・大量消費を前提としたマスマーケティングの時代から、消費者個別のニーズに合わせたOne to Oneマーケティングの時代へという市場環境の変化により注目を集めたものに顧客関係管理（CRM）がある。この概念をデジタル・コミュニケーション分野を中心に絞り込んだ概念がマーケティングオートメーションである。マーケティングオートメーションの利用が拡大している背景には、インターネット上の情報量の拡大に伴いコンテンツの質の向上が認知され始めたこと、デジタルデバイスの普及により従来は電話やファクスが主であった業務用コミュニケーションの手段がPCメールを経てスマホによるメールへとコミュニケーションの手段が変遷したことへの相関性が高い。

## マーケティングとマーケティングオートメーション
マーケティングとは、商品またはサービスを購入する可能性のある顧客候補に対して情報提供（情報収集）などのマーケティング・コミュニケーション活動を行って相互学習状態を形成し、検討段階を先に進めて購買に至らしめ、さらなるコミュニケーションによって固定顧客化して顧客価値を高め、再購入や顧客連鎖を促進する、などの企業活動の拡大再生産（あるいは維持）を図るための一連の行為である。（： マーケティングより抜粋）
これに対して、マーケティングオートメーションとは、上記マーケティング概念をデジタルコンテンツ分野で活用するものであり、把握しているユーザー属性に沿って発信する情報コンテンツを変化させることでマーケティング活動の一部を形成させるものである。

## 従来のwebマーケティングとの比較
マーケティングを効率的に実践しようという観点では、従来のwebマーケティングもマーケティングオートメーションも共通している。しかし従来のwebマーケティングの概念が「より早くコンバージョンに持っていくこと」を主眼に効率化を図るのに対して、マーケティングオートメーションは、時間をかけた効率的な相互の「コミュニケーション（説得）を実現」して最終成約率を向上させようとする点が相違点である。

### リスティング広告との協調
概論の通り、マーケティングオートメーションは検討に一定時間を要する商材、検討期間を設けた方が成約率が高くなる商材を対象としている。この観点から親和性が高いのがいわゆる「リターゲティングまたはリマーケティング広告（以下、「再来訪型広告」）」であり、マーケティング施策によってはリスティング広告との相性が高くなる。再来訪型広告との相互連結設計を行う機能は、多くのマーケティングオートメーションソフトウェア各社が付加機能として標準的に保持している。

## 営業との親和性
マーケティングオートメーションはマーケティングの名を冠しているが、マーケティング活動のみならず個々の営業員の活動と親和性が高いツールである。これは、米国では営業部門がマーケティング活動の一環であるという定義の中でマーケティングオートメーションを発展させた経緯があったためで、営業とマーケティングの予算が分離している日本のビジネス業態において誤解が起きやすくなっている。
なお、SFAが管理を強化することによって営業部門全体を最適化する管理者のためのツールであるのに対して、マーケティングオートメーションはそれ自体が案件数を増やしていくツールである。このため、各営業員が新規客を得る（または効率的に知る）現場のためのツールとして比較される。

## CRMとの比較
マーケティングオートメーションと、コールセンター等で運用されているCRMとの共通点と相違点は次の通り。予め制作・設定したコンテンツを販売ストーリー（スクリプトまたはシナリオと呼ばれている）に沿った適切なコンテンツを活用する点は共通している。ただ、それを実際の人員を使って行うか、デジタルデバイスを用いてオートメーションで行うかの違いが、双方の相違点である。

## メールマーケティングとの比較
従来のメールマーケティングとの相違点は、あらかじめ場合分けされたメールコンテンツを複数準備してソフトウェアに条件分岐ごとに自動配分させる必要の有無である。条件分岐はコールセンターやインサイドセールスの現場で行われる、想定問答集（FAQ）の準備作業でも行われている。

## SFAとの比較
営業成約率の向上に力点を置くソフトウェアとしては、CRMから同様に派生した営業支援システム (SFA)（英: Sales Force Automation）がある。SFAは営業部門の管理者が営業員の案件過程（プロセス）の管理を行うことで営業効率を極大化することを目的としている。これと比較した場合、販売アプローチそのものをソフトウェアに代理行動させる仕組みがマーケティングオートメーションである。このことからマーケティングオートメーションを営業補佐役として擬人化させることで、SFAとの違いを比較する表現が見られる。

## 作業マネジメント
社内でマーケティングを実践するに当たり、マーケティング・オペレーション・マネジメント（'''Marketing operations management''' (MOM)）は、最初に留意すべき事項である。
マーケティングオートメーションの最終目標指標（KPI）は営業部門に渡される顧客リストの「人数」が最も一般的である。しかしこの人数は最終成約人数ではないため、渡したリストの中で何名が最終契約まで至ったかなど、最終成約・最終成果に至るまでの「質」もまた、何らかの指標をもって計測することが望ましい。

### 目標管理１：流量管理（改善管理）
コンバージョンに至るまでの流路の途中に階段状の目標ステップを設け、流路の各ステップごとに係数を計測することで評価するやり方を行う。（当該ステップはマルケトではステージ、ハブスポットではキャンペーンにて対応、係数を定義させている。）これは各ステップごとの「流量」を計測するやり方であるが、各ステップの流量が多いからといって最終コンバージョンの数が大きくなるとは限らないことに注意が必要である。その逆で各ステップの流量が小さいにもかかわらず、最終コンバージョンの数が大きくなる場合もある。

#### 改善管理の注意点
webサイトやメールなど、複数のメディアチャネルを遷移させるこの施策において「個別チャネルへの流量」を以って施策の成否を判断するのは十分とはいえない。マーケティングを謳うからにはあくまでも個別ステージへの集客流入の値ではなく、「一連のメディアチャネルの遷移の流量」から施策の確からしさを判断すべきである。そのためにはデジタルチャネルを横断した設計図（チャネルライン・プログラム）を一単位としてテストを行うべきである。（複数のデジタルチャネルの中の一つのランディングページのコンバージョン率などを以って施策の良し悪しは測ることはできない。）（マーケティングオートメーションを使う、使わないにかかわらず、マーケティングとしてこれは真である）各個別ステップにおける顧客の心理の「変容（トランジション）」が一連のマーケティング施策として効果的だったか否か、といったマーケティングオートメーションに特徴的な「チャネルを横断した計数テスト」としては、同種のプロセステストとしてwebサイトのA/Bテストなどの業務領域においてはいくつかの証明事例があり、前工程でのクリック率を高めても後工程でのコンバージョンが低下する事例などが挙げられている。

### 目標管理２：時間あたり管理（改善スピードの管理）
施策の開始当初はシナリオの正確度合いが低い場合が多い。このためKPIを向上させる不断の分析(Check)ならびにコンテンツ改善(ActionPlan)が重要となる。マーケティングオートメーションの運用の枢要はまさにこの部分にある。マーケティングオートメーションは、PDCAの「CAによってカイゼンを行う」ことに重点を置くため、カイゼンの内容とカイゼンの度合い、そしてそれに要した時間を計測しなければならない。マーケティング施策が最終的な営業成約率を向上させる影響を計数化し（KPI）計測しなければならない。
そこで、自社の商品の販売プロセスがマーケティングオートメーションによって活性化する改善スピードすなわち「時間あたり」を合理的に測定することが、ひとつの管理手法となる。この不断の努力を計数化するために、時間あたりの効率を求めてKPIとすることが最も確からしい計測手法のひとつである。

#### 時間あたり管理の注意点
「常に新たなキャンペーンを打ち続ける(Plan-Do 優先)」という従来のマーケターの感覚でこのマーケティングオートメーションを行うと、地道な「カイゼン活動の時間を計測する(Check-Act優先)」行為のモック的から外れてしまう危険性がある。「カイゼンの時間計測」という行為に対して意識の改革が行われない場合マーケティングオートメーションの運用が失敗する可能性がある。

## 運用
CRMと同様、「顧客」を「個客」としてミクロに捉えて運用を行う。具体的には自社の営業員の販売プロセスのうち、顧客属性把握と顧客理解を目的としたアプローチ部分を担うため、アプローチのためのデジタルツール・ツールの決定、コミュニケーションつまりやりとりの内容の複数コンテンツ化、複数コンテンツの発信タイミングのワークフロー設定（ワークフローはマーケティングオートメーションソフトウェアの基本機能である）等を実践し、結果データに基づいたコミュニケーションの修正をルーティンで実践することになる。

## 課題
マーケティング予算と営業予算が明確に分断されている日本でマーケティングオートメーションの運用を開始するに当たっては、経営陣や営業統括部門、営業部門の理解・協力が不可欠となるが、これには困難を伴うことが多い。
また理解不足によって発生しうる問題として、セミナー管理ツールなどに、その役割を狭められていたり、たとえwebを活用している企業においても従来のサイトページにマーケティングオートメーションのプログラムを配置するだけで、その後のPDCA検討をしないケースが多い。これは必ずしも失敗を意味しないが、マーケティングオートメーションの応用可能性を狭める運用と言える。

### 解決の方向性
以下の理由からマーケティングオートメーションの効果的な運用のためには、単に既存のweb予算の中を割いて導入するべきではない。すなわち、現在のSFA/CRMの領域における営業施策のうち不足する／あると望ましいアプローチを発見するのが第一段階、これを実現する一手段としてMAの導入を決めるのが第二段階。このように順を追えば、マーケティングオートメーションが営業部門から必要とされる領域が確立するからである。

## ソフトウェア・ツール
マーケティングオートメーションの実践を行うにあたって高額なソフトウェアを導入することは必ずしも必要ではない。

### 一般的な業務用ソフトウェア・ツールとの違い
MAツールへの入力担当者は一人であっても機能する点が他の業務系ソフトウェアの性質と違っている。多くのシステムユーザーの入力によって成立する性質ではないということは、ソフトウェアの使い勝手を高めるUI改善のためのシステム開発はあまり重要ではないことを意味する。従って、導入企業のシステム開発などを主眼とするITベンダーのビジネスには結び付きにくい。
言い換えれば、社内ユーザーの入力情報ではなく、多くの見込み客からの入力情報によって成立する性質を持っていると言えるため、見込み客が反応するなどの行動をとり易いよう、コンテンツやシナリオを考えて配置する、ソフト面でのプランニング戦略が重要になる。

### 日本における主要なMAツール
株式会社DataSignが発表している「上場企業が利用しているWebサービスランキング（2020年1月度）」によると、上場企業3,673社の公式企業Webサイトのうち、MAツールを導入しているのは445サイト。そのうち、シェアが10％以上の主要なMAツールは以下の3社。
- 「Pardot」：米国のセールスフォース・ドットコムが提供するMAツール。検出サイト数121（シェア27.19%）。世界No.1CRM/SFAツール「Salesforce」と連携できることや、Pardot EinsteinというAIの搭載を特徴としている。[3]
- 「Marketo」：米国のアドビシステムズが提供するMAツール。検出サイト数66（シェア14.83％）。主要ベンダーの中では唯一のマーケティング専業ベンダー「Marketo,inc」により提供開始された。[4] 2018年にアドビシステムズにより買収。
- 「List Finder」：日本のInnovation ＆ Co.が提供するMAツール。検出サイト数65（シェア14.61％）。シェア上位3社の内、唯一の国産MAツール。月額3万円台～という低価格、無料の活用コンサルティングを特徴としている。[5]